# Monte Coulter
Il Monte Coulter (in lingua inglese: Mount Coulter) è una montagna antartica, situata 3 km a nordovest del Monte Gorecki nelle Schmidt Hills, una delle due porzioni che costituiscono il Neptune Range, nei Monti Pensacola in Antartide. 
Il monte è stato mappato dall'United States Geological Survey (USGS) sulla base di rilevazioni e foto aeree scattate dalla U.S. Navy nel periodo 1956-66.
La denominazione è stata assegnata dall'Advisory Committee on Antarctic Names (US-ACAN) in onore di LeRoy G. Coulter (1930-2001), cuoco della Stazione Ellsworth nell'inverno 1958.